# Pancho Córdova
Pour les articles homonymes, voir Córdova et Francisco Córdova.
Francisco « Pancho » Córdova (né le 17 août 1916 à Pichucalco, Chiapas - mort le 7 mars 1990 à Cuernavaca, Morelos) est un acteur, scénariste et réalisateur mexicain pour le cinéma et la télévision. En trente ans de carrière, il a interprété près de cent cinquante rôles, et a réalisé un long métrage.

## Filmographie

### Comme acteur
- 1951 : Los Huéspedes de La Marquesa
- 1952 : Los Tres alegres compadres
- 1955 : El 7 leguas
- 1955 : Fugitivos: Pueblo de proscritos
- 1956 : Caras nuevas
- 1956 : Chaparros... ¡Cómo abundan! Ay
- 1957 : La Esquina de mi barrio
- 1957 : Las Locuras del rock 'n roll
- 1957 : Nunca me hagan eso
- 1958 : Chistelandia
- 1958 : Échenme al gato
- 1958 : El Boxeador
- 1958 : Manos arriba
- 1958 : Nueva Chistelandia
- 1958 : Pepito y los robachicos
- 1958 : Sabrás que te quiero
- 1958 : Una Abuelita atómica
- 1958 : Vuelve Chistelandia
- 1959 : El Cariñoso
- 1959 : El Cofre del pirata
- 1959 : La Pandilla en acción
- 1959 : La Pandilla se divierte
- 1959 : Las Coronelas
- 1959 : mi caballo y yo Mi niño
- 1959 : Nacida para amar
- 1960 : Dos criados malcriados
- 1960 : Tin Tan y las modelos
- 1960 : Vivir del cuento
- 1961 : Amorcito corazón
- 1961 : Aventuras del látigo negro
- 1961 : Besito a Papa
- 1961 : Carnaval en mi barrio
- 1961 : Con la misma moneda
- 1961 : Con quien andan nuestros locos
- 1961 : Juan sin miedo
- 1961 : Les Frères Del Hierro (Los hermanos Del Hierro)
- 1961 : Muchachas que trabajan
- 1961 : Suerte te dé Dios
- 1961 : Tres tristes tigres
- 1962 : El Látigo negro contra los farsantes
- 1962 : El Malvado Carabel
- 1962 : El vampiro sangriento
- 1962 : Juventud sin Dios
- 1962 : La Marca del gavilán
- 1962 : La Muerte pasa lista
- 1962 : L'Ange exterminateur de Luis Buñuel
- 1962 : Tlayucan
- 1963 : Aventuras de las hermanas X
- 1963 : El Tesoro del rey Salomón
- 1963 : En la vieja California
- 1963 : La Risa de la ciudad
- 1963 : Las Vengadoras enmascaradas
- 1963 : Los Bravos de California
- 1963 : Tin-Tan el hombre mono
- 1963 : Vuelven los Argumedo
- 1964 : El Mundo de las drogas
- 1964 : En la mitad del mundo
- 1964 : Historia de un canalla
- 1964 : La Sonrisa de los pobres
- 1964 : Las Hijas del Zorro
- 1964 : Las Invencibles
- 1964 : Los Hijos del condenado
- 1964 : Un Ángel de mal genio
- 1964 : Un Gallo con espolones (Operación ñongos)
- 1965 : El Gángster
- 1965 : Los Dos cuatreros
- 1965 : Toujours plus loin (Tarahumara (Cada vez más lejos)) de Luis Alcoriza
- 1966 : Esta noche no
- 1966 : Los Sánchez deben morir
- 1966 : Que haremos con papá?
- 1966 : Rage
- 1966 : Tirando a gol
- 1967 : La Soldadera
- 1968 : Agente 00 Sexy
- 1968 : Autopsia de un fantasma
- 1968 : La Bataille de San Sebastian d'Henri Verneuil
- 1968 : La Puerta y la mujer del carnicero
- 1968 : Los Asesinos
- 1969 : Al rojo vivo
- 1969 : Butch Cassidy and the Sundance Kid
- 1969 : Cuando los hijos se van
- 1969 : La Marcha de Zacatecas
- 1969 : Romance sobre ruedas
- 1969 : The Desperate Mission
- 1970 : El Oficio mas antiguo del mundo
- 1970 : La Guerra de las monjas
- 1970 : La Vida inútil de Pito Pérez
- 1970 : Paraíso
- 1970 : Tres amigos
- 1970 : Sierra torride (Two Mules for Sister Sara) de Don Siegel
- 1971 : El Águila descalza
- 1971 : El Médico módico
- 1971 : Los Destrampados
- 1971 : nuestro Señor Jesús
- 1971 : River of Gold
- 1971 : Siempre hay una primera vez
- 1971 : Sin salida
- 1972 : Apolinar
- 1972 : Cayó de la gloria el diablo
- 1972 : Doña Macabra
- 1972 : El rincón de las vírgenes
- 1972 : El Vals sin fin
- 1972 : Hay ángeles sin alas
- 1972 : La Colère de Dieu de Ralph Nelson
- 1972 : Los Hijos de Satanás
- 1972 : Mecánica nacional
- 1972 : Sucedió en Jalisco
- 1972 : Un Pirata de doce años
- 1973 : Aquellos años
- 1973 : El Bueno para nada
- 1973 : Los Cachorros
- 1973 : Le Privé
- 1973 : La mansión de la locura de Juan López Moctezuma
- 1974 : Calzonzin Inspector
- 1974 : En busca de un muro
- 1974 : esperanza y caridad Fe
- 1974 : La Madrecita
- 1974 : Once Upon a Scoundrel
- 1975 : A Home of Our Own
- 1975 : Bellas de noche
- 1975 : Cristo te ama
- 1975 : Don Herculano enamorado
- 1975 : La Presidenta municipal
- 1975 : Presagio
- 1975 : Tívoli d'Alberto Isaac
- 1976 : El Alegre divorciado
- 1976 : El Niño y la estrella
- 1976 : El Rey
- 1976 : La Vida cambia
- 1976 : Longitud de guerra
- 1977 : Acto de posesión
- 1977 : Bellas de noche 2
- 1977 : El Rediezcubrimiento de México
- 1977 : La Coquito
- 1978 : "No todo lo que brilla es oro"
- 1978 : Duro pero seguro
- 1978 : El Jardín de los cerezos
- 1978 : La Plaza de Puerto Santo
- 1978 : Las noches de Paloma d'Alberto Isaac
- 1979 : El" "Cielo es para todos
- 1979 : Matar por matar
- 1979 : Una Noche embarazosa
- 1980 : El" "Combate
- 1980 : Hablame de Rita
- 1981 : La Muerte es un buen negocio
- 1981 : Rocky Carambola
- 1983 : La Capilla ardiente

### Comme scénariste
- 1956 : Caras nuevas de Mauricio de la Serna
- 1956 : Ay, Chaparros... ¡Cómo abundan! de Rolando Aguilar
- 1956 : Vivir a todo dar de Gilberto Martínez Solares
- 1957 : El campeón ciclista de Fernando Cortés
- 1957 : Las locuras del rock 'n roll de Fernando Méndez
- 1957 : El buen ladrón de Mauricio de la Serna
- 1957 : La esquina de mi barrio de Fernando Méndez
- 1958 : Échenme al gato d'Alejandro Galindo
- 1959 : Cuando se quiere se quiere de Chano Urueta
- 1959 : El joven del carrito de René Cardona
- 1959 : Una señora movida de René Cardona
- 1960 : Vivir del cuento de Rafael Baledón
- 1960 : El supermacho d'Alejandro Galindo
- 1960 : Un trío de tres de Carlos Orellana
- 1960 : Rebelde sin casa de Benito Alazraki
- 1961 : Tres tristes tigres de Gilberto Gazcón
- 1962 : Los bárbaros del norte de José Díaz Morales
- 1962 : El cara parchada de José Díaz Morales
- 1962 : Locos por la música de Julio Porter
- 1963 : La risa de la ciudad de Gilberto Gazcón
- 1964 : Un gallo con espolones (Operación ñongos) de Zacarías Gómez Urquiza
- 1965 : Los fantasmas burlones de Rafael Baledón
- 1965 : El dengue del amor de Roberto Rodríguez
- 1965 : Cargando con el muerto de Zacarías Gómez Urquiza
- 1966 : Falsificadores asesinos de Zacarías Gómez Urquiza
- 1966 : Tirando a gol d'Icaro Cisneros
- 1967 : Me quiero casar de Julián Soler
- 1967 : Juego peligroso de Luis Alcoriza et Arturo Ripstein
- 1967 : Caballos de acero de Miguel M. Delgado
- 1967 : Bromas, S.A. d'Alberto Mariscal
- 1968 : Agente 00 Sexy de Fernando Cortés
- 1970 : Vuelo directo de Juan Caporal
- 1970 : Tres amigos de Gilberto Gazcón
- 1970 : El cinico de Gilberto Gazcón
- 1971 : El Águila descalza d'Alfonso Arau
- 1972 : El rincón de las vírgenes d'Alberto Isaac

### Comme réalisateur
- 1971 : Los destrampados

## Récompenses et distinctions
- 1972 : Ariel d'Argent du Meilleur Second Rôle pour Tú, yo, nosotros, segment nosotros de Jorge Fons
- 1974 : Ariel d'Argent du Meilleur Acteur pour Fe, esperanza y caridad
- 1975 : Prix ACE du Meilleur Acteur pour Tú, yo, nosotros
- 1979 : Prix ACE du Meilleur Second Rôle pour La plaza de Puerto Santo